# 권중환 (1890년)
권중환(權重煥, 일본식 이름: 權堂弘겐토 히로, 1890년 1월 ~ ?년 ?월 ?일)은 일제강점기의 관료로, 본적은 경상북도 안동군 부내면이다. 본관은 안동이다.

## 생애
1910년 6월 경상북도 금산경찰서 순사로 임명되었으며 1911년 9월 문관보통시험에 합격했다. 1912년 6월 25일 경상북도 인동군 서기로 임명되었으며, 같은 해 8월 1일 일본 정부로부터 한국 병합 기념장을 받았다. 경상북도 칠곡군 서기(1914년 3월)와 예천군 서기(1919년 4월), 봉화군 속(屬, 1920년 12월), 군위군 속(1924년 12월), 영천군 속(1926년 11월), 칠곡군 속(1929년 8월)으로 근무했으며, 1928년 11월 26일 일본 정부로부터 쇼와 대례 기념장, 1930년 2월 12일 훈8등 서보장을 받았다.
경상북도 영양군수(1930년 11월 24일 임명)와 의성군수(1933년 7월 26일 임명), 청송군수(1938년 3월 25일 ~ 1940년 3월 28일)를 역임하는 동안 일본 정부로부터 훈7등 서보장(1932년 2월 8일 수여)과 훈6등 서보장(1934년 2월 7일 수여), 훈5등 서보장(1940년 2월 16일 수여)을 받았으며, 1935년 10월 조선총독부 시정 25주년 기념 표창을 받았다.
경상북도 의성군수와 청송군수 재직 시절에 발발한 중일 전쟁 당시 군용물자 공출, 군대 후원 및 군인 위문, 국방사상 보급 및 선전, 국방헌금 모금 업무를 수행하여, 일본의 침략 전쟁에 적극 협력했다. 1940년 3월 27일 고등관 4등과 정6위에 서위되었으며, 1940년 3월 28일 경상북도 영천군 영천읍장, 1941년 3월 31일 경상북도 의성군 의성읍장으로 각각 임명되었다.
민족문제연구소의 친일인명사전 수록자 명단의 관료 부문, 친일반민족행위진상규명위원회가 발표한 친일반민족행위 705인 명단에 포함되었다.

## 참고자료
- 친일반민족행위진상규명위원회 (2009). 〈권중환〉. 《친일반민족행위진상규명 보고서 Ⅳ-1》. 서울. 646~655쪽.